# Église catholique au Monténégro
L'Église catholique au Monténégro  (en monténégrin : « Католичка црква у Црној Гори, Katolička crkva u Crnoj Gori ») désigne l'organisme institutionnel et sa communauté locale ayant pour religion le catholicisme au Monténégro.
Bien qu'elle couvre uniquement ce territoire, elle n'est pas une église nationale soumise à une juridiction nationale, mais est une union de communautés locales, rassemblées en deux diocèses :
- un diocèse, le diocèse de Kotor, suffragant de l'archidiocèse de Split-Makarska en Croatie;
- un archidiocèse non-métropolitain, l'archidiocèse de Bar (en), immédiatement soumis à la juridiction universelle du pape, évêque de Rome.

En étroite communion avec le Saint-Siège, les évêques des diocèses du Monténégro sont membres d'une instance de concertation, la conférence épiscopale internationale des saints Cyrille et Méthode.
Le Monténégro n'a plus de religion d'État ni officielle depuis le 19 octobre 2007. L'article 46 de la Constitution du Monténégro de 2007 stipule que « la liberté d’exprimer des convictions religieuses ne peut être restreinte que si elle est requise pour protéger la vie et la santé du peuple, la paix et l'ordre publics », autorisant,, ainsi l'Église catholique.
Dans une population de 600 000 habitants majoritairement orthodoxes (72,07 %) au Monténégro, l'Église catholique est la troisième religion à compter le plus de membres (3,44 %) après les musulmans (19,1 %),.